# ACM Air Charter
ACM Air Charter ist eine deutsche Charterfluggesellschaft mit Sitz in Rheinmünster und Basis auf dem Flughafen Karlsruhe/Baden-Baden.

## Geschichte

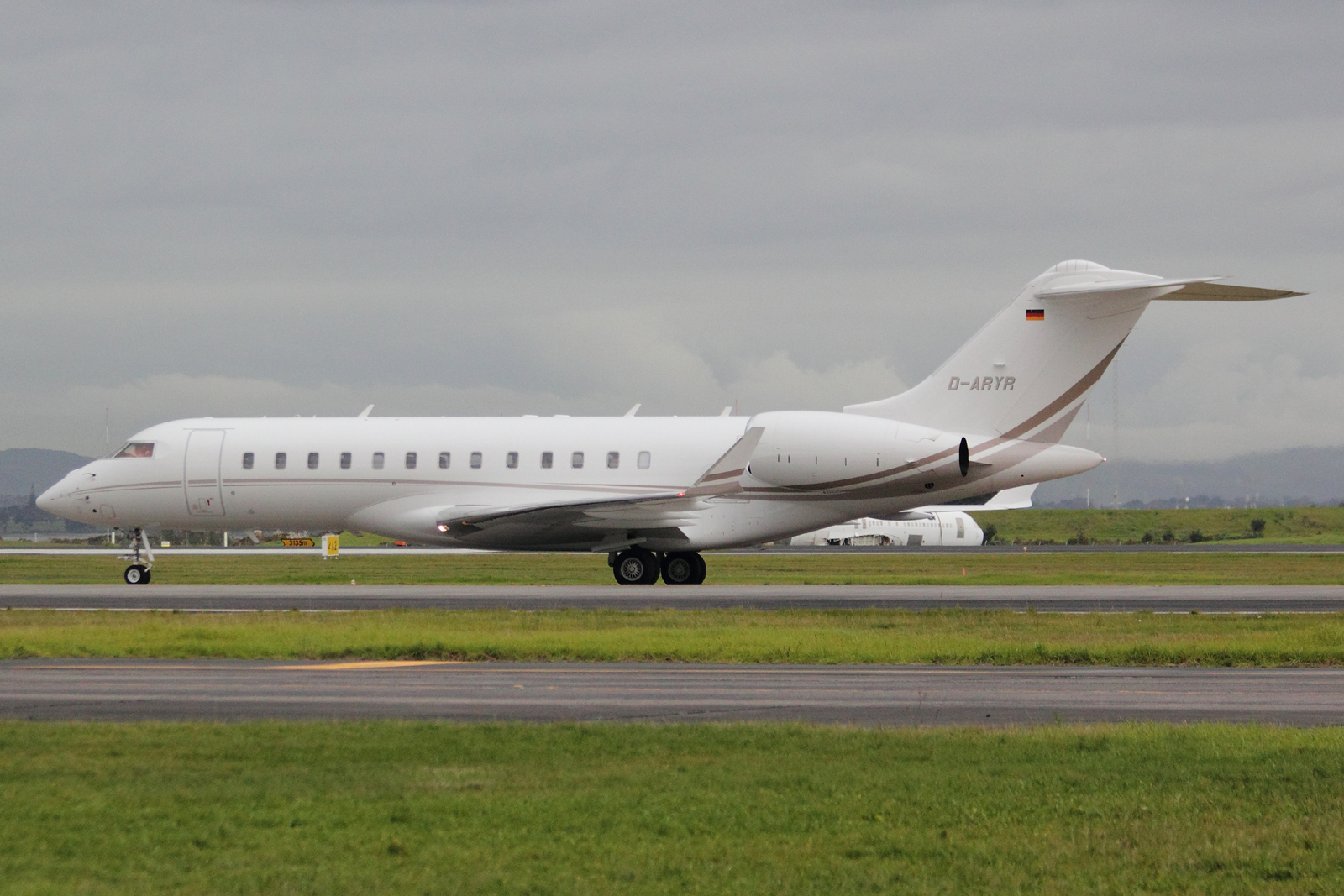
Bombardier Global Express XRS der ACM Air Charter

ACM Air Charter wurde 1992 in Baden-Baden gegründet. Ein Jahr später, 1993, wurde der Flugbetrieb aufgenommen. 1997 zog die Fluggesellschaft zum Flughafen Karlsruhe/Baden-Baden um, wo ihr heute zwei eigene Hallen zur Verfügung stehen.
1998 erhielt ACM zusätzlich die Genehmigung für Instandhaltungsarbeiten an den Flugzeugen und baute mit der Wartungsabteilung ein weiteres Standbein auf. Im gleichen Jahr wurde die erste in Deutschland gewerblich zugelassene Bombardier Challenger 604 in Betrieb genommen und ermöglichte das Verchartern von Langstreckenflügen.
Im Jahr 2008 wurde der erste Ultra-Langstrecken-Jet im Betrieb aufgenommen. Die Flugzeuge der Bombardier Global-Familie ermöglichen nonstop Transatlantik- und Asien-Flüge.
Die Unternehmensgenehmigung für den Betrieb der ersten in Deutschland zugelassenen Dassault Falcon 7X wurde 2010 ausgeweitet, wodurch ein weiterer Ultra-Langstrecken-Jet in die Flotte aufgenommen wurde. 
Im Jahr 2014 erhielt ACM Air Charter eine zweite Boeing BBJ2.
ACM unterhält die Sicherheitszertifizierungen International Standard for Business Aircraft Operations (IS-BAO) und das Wyvern Standard und wurde zudem durch die US-amerikanische Argus International mit der Platinum-Bewertung ausgezeichnet.
Im Rahmen der seit 2016 gültigen Part-NCC-Verordnung, übernahm ACM im März 2017 den Betrieb eines nicht gewerblich genutzten Luftfahrzeugs des Typs Embraer Phenom 300, wodurch die Flotte um einen neuen Flugzeugtyp erweitert wurde.
Ebenso bietet die ACM Air Charter an ihrem Heimatflughafen Dienstleistungen im Rahmen der Line Maintenance für Luftfahrzeuge der Airbus A320-Familie und Boeing 737NG-Familie an.

## Flugziele
ACM Air Charter betreibt neben Charterflügen auch Flugzeugmanagement sowie das Terminal für den Geschäftsflugverkehr und einen eigenen Wartungsstandort auf ihrem Heimatflughafen.

## Flotte
Mit Stand Juli 2023 besteht die Flotte der ACM Air Charter aus acht Geschäftsreiseflugzeugen:
| Flugzeugtyp                   | Anzahl | bestellt | Anmerkungen | Sitzplätze |
| ----------------------------- | ------ | -------- | ----------- | ---------- |
| Bombardier Global 6000        | 4      | 0        |             | 13         |
| Bombardier Global 6000        | 4      | 0        | 13          |            |
| Bombardier Global 7500        | 2      | 0        |             |            |
| Bombardier Global 8000        |        | 1        |             |            |
| Bombardier Global Express XRS | 1      | 0        |             |            |
| Bombardier Global Express XRS | 1      | 0        | 13          |            |
| Gesamt                        | 7      | 1        |             |            |